# Lijst van burgemeesters van Laren (Noord-Holland)
Dit is een lijst van burgemeesters van de Nederlandse gemeente Laren in de provincie Noord-Holland.
| Ambtsperiode | Naam burgemeester                               | Partij of stroming | Bijzonderheden       |
| ------------ | ----------------------------------------------- | ------------------ | -------------------- |
| 1794 - 1795  | Meijns Jansz Calis                              |                    | [ 1 ]                |
| 1809 - 1809  | Hendrik Meijnszen Calis                         |                    | [ 1 ]                |
| 1817 - 1817  | Meijns Jansz Calis                              |                    | [ 1 ]                |
| 1817 - 1862  | Jan van den Brink                               |                    | schout/ burgemeester |
| 1863 - 1877  | Willem Velthuysen (ca.1805-1887)                |                    |                      |
| 1877 - 1909  | Christianus Lambertus Velthuysen (1849-1909)    |                    | zoon van Willem      |
| 1909 - 1943  | jhr. Hubert Louis Marie van Nispen tot Sevenaer |                    |                      |
| 1943 - 1945  | Adriaan Willem (Willy) Knipscheer               | NSB                |                      |
| 1945 - 1946  | Jhr. Hubert Louis Marie van Nispen tot Sevenaer |                    |                      |
| 1946 - 1968  | Naud (A.J.M.) van der Ven                       |                    |                      |
| 1968 - 1980  | N.W. Elsen                                      | KVP                |                      |
| 1981 - 2001  | Theo (L.H.Th.) Hendriks                         | CDA                |                      |
| 2002 - 2017  | Elbert (E.J.) Roest                             | D66                |                      |
| 2017 - 2019  | Rinske (R.) Kruisinga                           | CDA                | waarnemend           |
| 2019 - 2025  | Nanning (N.) Mol                                | VVD                |                      |
| 2025 - heden | Joan de Zwart-Bloch                             | D66                | waarnemend           |